# Archelao (generale)
Archelao (fl. 89-73 a.C.) è stato un militare greco antico, probabilmente genero di Mitridate VI del Ponto durante la prima guerra mitridatica e fratello di un altro generale, Neottolemo.

## Biografia
Prese parte fin dall'inizio alla prima guerra mitridatica, prima in Asia Minore e poi in Grecia. Si racconta che nell'89 a.C., si scontrò con Nicomede IV, alleato dei Romani, insieme al fratello Neottolemo. La battaglia, che si svolse nei pressi del fiume Amnias, affluente del Halys. vide le forze di Mitridate, seppure in inferiorità numerica, avere la meglio, grazie soprattutto all'utilizzo di carri falcati, che i Bitini mai prima di allora avevano affrontato. L'esercito di Nicomede, terrorizzato dalla carneficina che questi carri riuscivano a fare, si diede alla fuga, lasciando così ai generali di Mitridate la vittoria e molti prigionieri.
Nell'88 a.C., fu inviato sul finire dell'anno in Grecia con una grande armata e flotta, per guadagnare alla causa di Mitridate nuovi alleati, persuadendoli anche con la forza. Invase quindi Delo (che si era ribellata ad Atene), ne uccideva 20.000 dei suoi abitanti, molti dei quali erano Italici, e restituiva tutte le sue roccaforti agli Ateniesi. In questo modo Mitridate otteneva l'alleanza degli Ateniesi, inviando loro anche il tesoro sacro dell'isola appena conquistata, con una delegazione affidata all'ateniese Aristione e 2.000 soldati circa. Il successo della missione portò a Mitridate nuove alleanze oltre che tra gli Achei, anche tra Lacedemoni e Beoti (tranne la città di Thespiae, che fu subito dopo stretta d'assedio).
Ottenuta l'alleanza di Atene, si scontrò con il vice prefetto di Macedonia, Quinto Bruzzio Sura per tre giorni a Cheronea, senza che nessuna delle due parti potesse prevalere sull'altra (inizi dell'87 a.C.). Quando Lacedemoni ed Achei vennero in aiuto delle truppe mitridatiche, Bruzzio preferì ritirarsi al Pireo, fino a quando Archelao non si avvicinò con la sua flotta e ottenne la resa anche di questa località.
Fu poi assediato ad Atene e Pireo per alcuni mesi (dalla fine dell'87 a.C. al marzo dell'86 a.C.), da Lucio Cornelio Silla e costretto poi alla fuga verso nord, per congiungersi con le altre armate di Mitridate in Beozia. Fu sconfitto due volte, sempre dal proconsole romano, ancora a Cheronea ed a Orcomeno. Temendo la collera di Mitridate preferì chiedere asilo ai Romani, i quali lo accolsero con tutti gli onori, tanto che prese parte alla terza guerra mitridatica, a fianco del proconsole romano, Lucio Licinio Lucullo.
Egli era il padre di:
- Archelao (II), che fu ordinato sommo sacerdote di Comana in Cappadocia nel 60 a.C. da Gneo Pompeo Magno; divenne co-reggente con il fratello, ma fu ucciso in battaglia contro le forze di Aulo Gabinio, governatore romano della Siria (gennaio o febbraio del 55 a.C.), sposò in seconde nozze, Berenice IV d'Egitto.
- Archelao (III), sommo Sacerdote di Comana, che sposò una certa Glafira (maestra di Marco Antonio).

Un suo pronipote, chiamato Sisines, prese il nome di Archelao, in riconoscimento del suo bisnonno, risultando l'ultimo re di Cappadocia sotto Augusto-Tiberio.